# Blaž Josić
Blaž Bono Josić (Rapače, 2. ožujka, 1820. – Kraljeva Sutjeska, 24. prosinca 1868.) bio je hrvatski katolički svećenik iz reda franjevaca, pjesnik i latinist.

## Životopis
Školovanje je započeo u Tuzli, a nastavio u Kraljevoj Sutjesci gdje je 1835. godine stupio u novicijat. Studirao je filozofiju i teologiju u Veszprému od 1837. do 1842. godine. Kao student došao je 1840. u Bosnu s franjevačkim studentima radi podizanja ustanka. Franjevačka uprava ih je uspjela od toga odvratiti te se vratio u Ugarsku i nastavio studij. Za svećenika je zaređen 1843. godine.
Bio je meštar franjevačkih novaka u Kraljevoj Sutjesci te gvardijan u Đakovu. Zatim je bio župnik u Zoviku te u Dubravama. Od 1863. do 1866. bio je provincijal Bosne Srebrene. Godine 1864. bio je apostolski vikar nakon smrti biskupa Sebastijana Frankovića.
U književnosti se bavio pisanjem oda, elegija i prigodnica na latinskom jeziku. Ostavština mu se čuva u Franjevačkom samostanu u Tolisi.

### Članci
- Babić, Marko. 2005. Josić, Blaž. Hrvatski biografski leksikon. Zagreb.  journal zahtijeva |journal= (pomoć)